# Первомайский (Сосковский район)
Первомайский — посёлок в Сосковском районе Орловской области России.
Входит в состав муниципального образования Рыжковского сельского поселения.

## География
Расположен юго-восточнее деревни Свободная Жизнь на берегу речки, впадающей в реку Крома.

## Население
| 2010 |
| ---- |
| 1    |